# Хосе Торрес Кадена
Хосе Джоквін Торрес Кадена (ісп. José Joaquín Torres Cadena, нар. 15 липня 1952 року) — колумбійський футбольний арбітр.

## Біографія
Торрес Кадена судив міжнародні матчі ФІФА, включаючи чемпіонат світу серед молодіжних команд 1989 року і матчі в рамках літніх Олімпійських ігор 1992. Крім того, він судив відбіркові матчі чемпіонату світу 1994 року.
Він найбільш відомий за суддівством чотирьох матчів у рамках чемпіонату світу 1994 року у США. Він судив матч першого туру між збірними Бельгії та Марокко,, ще один матч першого туру між збірними Ірландії і Норвегії,, чвертьфінальний матч між збірними Німеччини і Болгарії, і півфінальний матч між збірними Бразилії та Швеції.

## Кар'єра
Судив на таких турнірах:
- Чемпіонат світу серед молодіжних команд 1989 (1 матч)
- Чемпіонат націй КОНКАКАФ 1989
- Кубок Америки 1991 (1 матч)
- Кубок Лібертадорес 1992 (другий етап)
- Олімпійські ігри 1992 (3 матчі, включно з фіналом)
- Кубок Америки 1993 (2 матчі)
- Кубок Лібертадорес 1993 (перший етап)
- Чемпіонат світу 1994 (4 матчі)
- Кубок Лібертадорес 1993 (перший етап)
- Міжконтинентальний кубок: 1994